# Pierre Perret
Pierre Perret (ur. 4 lutego 1958 roku) – francuski kierowca wyścigowy.

## Kariera
Perret rozpoczął karierę w międzynarodowych wyścigach samochodowych w 1979 roku od startów w Francuskiej Formule Renault, gdzie jednak nie zdobywał punktów. W późniejszych latach Francuz pojawiał się także w stawce French GT Championship, Le Mans Series, FIA World Endurance Championship, European Le Mans Series i w stawce 24-godzinnego wyścigu Le Mans.

## Wyniki w 24h Le Mans
| Rok  | Zespół        | Partnerzy                  | Samochód         | Klasa | Okr. | Poz. | Klasa Pos. |
| ---- | ------------- | -------------------------- | ---------------- | ----- | ---- | ---- | ---------- |
| 2015 | Ibañez Racing | José Ibañez Ivan Bellarosa | Oreca 03R-Nissan | LMP2  | 337  | 16   | 8          |